# Orthoderinae
Orthoderinae es una subfamilia de mantodeos perteneciente a la familia Mantidae.

## Géneros
- Orthodera
- Orthoderina